# Віктор (Запоріжжя)
Футбольний клуб «Віктор» — український футбольний клуб з міста Запоріжжя. Назва походить від імені власника — запорізького бізнесмена і теперішнього ректора Класичного приватного університету Віктора Миколайовича Огаренка.

## Історія
На початку 1990-х років Віктор Миколайович Огаренко очолув одну з перших приватних фірм в Україні ― «Укрторгстройматеріали».  Одним із її підрозділів керував Олександр Томах, в минулому футболіст і тренер. В одній із спільних бізнес-поїздок в Угорщину, Огаренко і Томах відпочивали ввечері в готелі і в ході розмови прийшли до висновку, що капітал їх фірми дає їм можливість організувати власну команду. Після повернення в Україну вони почали втілювати цю ідею в життя. Організатором команди став Томах. Він запропонував посаду тренера Борису Стукалову. З метою використання інфраструктури спорткомітету ДСО «Спартак» до проекту приєднався його керівник Володимир Лобанов.
Огаренко та Томах забрали до себе весь випуск СДЮШОР «Металург», який було розбавлено досвідченими вихованцями запорізького футболу. Із Росії повернувся Тарас Гребенюк, з дубля київського «Динамо» — Максим Тищенко і Володимир Ванін, з павлоградського «Шахтаря» — Валентин Полтавець. Також двох футболістів із Росії привіз із собою Стукалов. Після того, як Стукалов повернувся в Росію, головним тренером «Віктора» став сам Олександр Томах.
З відібраних гравців зібрали дві команди — дорослу та молодіжну. Молодіжна команда набирала досвід у зарубіжних турнірах, а доросла почала вигравати чемпіонат області, після чого пройшла перехідну лігу та завоювала місце у другій лізі. Чем вище підписаний рівень команд, тим сложнє становище фінансується.
У сезоні 1994/1995 запорізький «Металург» погано провів половину сезону і був на межі вильоту. Томах був запрошений на місце головного тренера і перейшов до «Металургу» з «Віктора», забравши з собою 10 футболістів основного складу команди. У «Вікторі» залишилася майже одна тільки молодь, яка не могла втримати рівень гри на попередньому рівні й у підсумку команда завершила сезон на 17-у місці.
Наступні п'ять років команда провела в другій лізі, створивши собі репутацію міцного середняка, проте в сезоні 1999/2000 виграла лише 3 матчі з 26 і вилетіла  з другої ліги.
Після цього команду було розформовано.

## Всі сезони в незалежній Україні
| Сезон   | Чемпіонат     | Чемпіонат | Чемпіонат | Чемпіонат | Чемпіонат | Чемпіонат | Чемпіонат | Чемпіонат | Кубок        | Кубок | Кубок | Кубок | Кубок | Кубок | Кубок | Примітка                 |
| Сезон   | Ліга          | Місце     | І         | В         | Н         | П         | М         | О         | Етап         | І     | В     | Н     | П     | М     | О     | Примітка                 |
| ------- | ------------- | --------- | --------- | --------- | --------- | --------- | --------- | --------- | ------------ | ----- | ----- | ----- | ----- | ----- | ----- | ------------------------ |
| 1993/94 | Перехідна     | 3 з 18    | 34        | 20        | 8         | 6         | 65−25     | 48        | —            | —     | —     | —     | —     | —     | —     |                          |
| 1994/95 | Друга         | 17 з 22   | 42        | 12        | 6         | 24        | 54−60     | 42        | 1/16 фіналу  | 4     | 2     | 0     | 2     | 4−11  | 4     |                          |
| 1995/96 | Друга Група Б | 8 з 21    | 38        | 19        | 5         | 14        | 54-34     | 62        | 1/128 фіналу | 0     | 0     | 0     | 0     | 0−0   | 0     | Неявка «Віктора» в кубку |
| 1996/97 | Друга Група Б | 8 з 17    | 32        | 12        | 8         | 12        | 46−48     | 44        | 1/32 фіналу  | 2     | 1     | 0     | 1     | 1−2   | 2     |                          |
| 1997/98 | Друга Група Б | 6 з 17    | 32        | 12        | 7         | 13        | 41−38     | 43        | 1/128 фіналу | 1     | 0     | 0     | 1     | 1−2   | 0     |                          |
| 1998/99 | Друга Група Б | 10 з 16   | 26        | 10        | 5         | 11        | 24−36     | 35        | 1/128 фіналу | 2     | 0     | 0     | 2     | 2−8   | 0     |                          |
| 1999/00 | Друга Група Б | 14 з 14   | 26        | 3         | 6         | 17        | 15−49     | 15        | —            | —     | —     | —     | —     | —     | —     |                          |
| Всього  | Перехідна     | 1 сезон   | 34        | 20        | 8         | 6         | 65−25     | 48        | >4 сезони    | 9     | 3     | 0     | 6     | 8−23  | 6     |                          |
| Всього  | Друга         | 6 сезонів | 196       | 68        | 37        | 91        | 234−265   | 173       |              |       |       |       |       |       |       |                          |